# Цветков, Иван (переводчик)
Иван Цветков — российский переводчик XIX века.
Об его детстве и отрочестве информации практически не сохранилось, да и прочие биографические сведения о нём практически отсутствуют; известно лишь, что Иваном Цветковым была переведена с французского языка на русский и издана в 1808 году в Москве книга под заглавием: «Наука истории, содержащая общую систему предварительных познаний исторических и новый метод обучать и обучаться истории. Соч. Шантро, Перев. с франц. Ив. Цветков» (типография университета, формат 4°). 
Кроме того перу И. Цветкова принадлежит книга: «Разговоры греческого простого языка, с российским переводом. Изд. Иваном Цветковым», М., 1809 год.